# 사나이 삼대
《사나이 삼대》는 1969년 공개된 대한민국의 영화이다.

## 배역
- 김희라
- 문희
- 박노식
- 장동휘
- 김칠성
- 이기홍
- 최인숙
- 문오장
- 강민호
- 김웅
- 권오상
- 박기택
- 지용남
- 최무웅
- 최재호
- 김영인
- 조춘
- 정성원
- 김기범
- 김주오
- 이예성
- 안일문
- 김애경